# Alberico Gentili
Pour les articles homonymes, voir Gentili.
Alberico Gentili (né le 14 janvier 1552 à San Ginesio, dans la province de Macerata dans la région des Marches – mort le 19 juin 1608 à Londres) était un juriste italien de la fin du XVIe et du début du XVIIe siècle.

## Biographie
Après avoir terminé ses études en jurisprudence à l'université de Pérouse, il occupe durant trois années le poste de podestat d'Ascoli Piceno, avant de retourner à San Ginesio, où il devient avocat de la commune. En 1579, accusé d'hérésie parce qu'il est protestant, il choisit d'émigrer. En 1580, il s'établit en Angleterre, où il joue un important rôle comme théoricien du droit et comme consultant de la couronne.
En 1587, il est nommé Regius Professor of Civil Law à l'Université d'Oxford. En 1605, il devient aussi l'avocat de l'ambassade d'Espagne auprès de la cour de l'amirauté, s'occupant surtout de la controverse entre les deux pays à propos de problèmes de piraterie.

## Œuvres et travaux

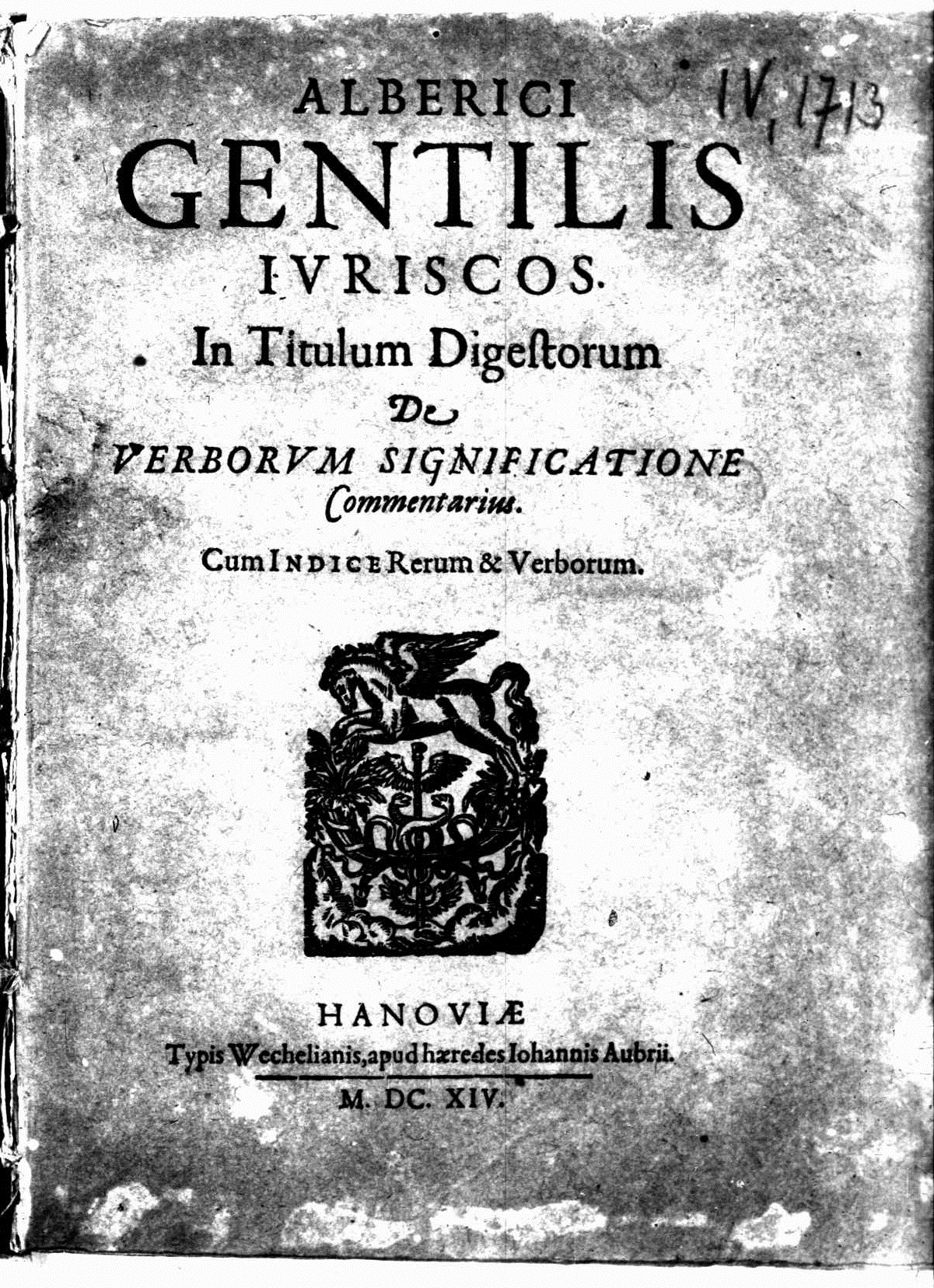
In titulum Digestorum De verborum significatione commentarius, 1614

Gentili produit 24 œuvres publiées et plusieurs travaux inédits. Ses principales publications sont :
- De Legationibus libri tres (1585)
- Commentationes de iure belli (1588-89)
- De iure belli libri tres (1598)
- De armis romanis libri duo (1599)
- Advocatio Hispanica (posthume, 1613)

Ces travaux (parmi lesquels De iure belli est considéré comme le plus important) contribuent largement à la naissance du droit international public moderne en tant que discipline juridique autonome. Gentili ne développe pas une théorie systématique déductive, mais travaille plutôt de façon inductive, en examinant les diverses questions se rattachant au sujet, comme le droit diplomatique et le droit de la guerre, sur la base de la culture politique humaniste, du droit romain et des pratiques des états à son époque. Alberico Gentili réussit également à inclure des éléments du droit romain dans la tradition juridique anglaise.
Autres:
- (la) In titulum Digestorum De verborum significatione commentarius, Hanau, Andreas Wechel, Erben & Johann Aubry, Erben, 1614 (lire en ligne)

## Influence
Les travaux de Gentili auront une influence notable sur les penseurs du XVIIe siècle, notamment Hugo Grotius, mais ils tombent dans l'oubli durant le XVIIIe siècle. Ils seront re-découverts à la fin du XIXe siècle, surtout grâce aux travaux de Thomas E. Holland, professeur à Oxford. Au XXe siècle apparaitront en Europe et aux États-Unis d'importantes études, ré-éditions et traductions de ses œuvres.

## Sources
- (it) Cet article est partiellement ou en totalité issu de l’article de Wikipédia en italien intitulé « Alberico Gentili » (voir la liste des auteurs).